# Inkwartieringswet
De Inkwartieringswet is een Nederlandse wet die vastgesteld is in 1953. Doel is de inkwartiering (huisvesting), onderhoud, transporten en leveranties aan de Nederlandse strijdkrachten en strijdmachten van de met Nederland verbonden landen te regelen.

## Uitvoering door de ministers en strijdkrachten
in geval van een noodtoestand
Als buitengewone omstandigheden dit nodig maken besluit de regering, via een koninklijk besluit op voordracht van de minister-president, dat de wet in werking treedt.
De minister van Defensie wijst officieren van de Nederlandse krijgsmacht aan die de voorzieningen hetzij door vordering, hetzij in spoedeisende gevallen door ingebruik- of ineigendomneming mogen regelen. Zij geven hierbij zo spoedig mogelijk een schriftelijk bewijs.
De minister kan ook een algemene vordering van leveranties tot de inwoners richten voor noodzakelijke voorziening in de behoeften van de zee-, land- en luchtstrijdkrachten van het koninkrijk en van de verdedigingswerken, waarin niet op andere wijze kan worden voorzien.
anders dan in buitengewone omstandigheden
De minister van Defensie bepaalt welke strijdkrachten een beroep kunnen doen op de voorzieningen. 
Voor de inkwartiering en onderhoud kan de minister de volgende voorbereidende maatregelen nemen:
- het keuren van deze gebouwen en terreinen;
- het in bijzondere gevallen treffen van eenvoudige voorzieningen aan deze gebouwen en terreinen;
- het controleren van deze gebouwen, terreinen en voorzieningen.

## Uitvoering door de gemeente
in geval van een noodtoestand
De voorzieningen kunnen via de aanvraag bij de burgemeester geregeld worden maar als dit naar het oordeel van officieren van de Nederlandse krijgsmacht niet mogelijk is, ook zelf door hen getroffen zo mogelijk na overleg met de burgemeester.
anders dan in buitengewone omstandigheden
Voor de voorzieningen kunnen de strijdkrachten een aanvraag richten tot de burgemeester. De gemeente voldoet zelf met toepassing van de wet aan de aanvraag of doet dit via inwoners, die bereid zijn zich vrijwillig met inkwartiering en onderhoud te belasten of vordert zaken van inwoners. In geen geval mogen van militaire zijde rechtstreeks van de inwoners verstrekkingen worden geëist.
De burgemeester zorgt zo veel mogelijk in overeenstemming met de commandant voor inkwartiering en het onderhoud van militairen die bijstand leveren bij de handhaving van de openbare orde en rust .
In geval van inkwartiering treft de burgemeester voor zieke militairen, die niet onmiddellijk naar een voor hun verpleging bestemde inrichting kunnen worden overgebracht, een goede verpleging. 
Als burgemeester en wethouders informatie krijgen over veranderingen in of aan door de minister aangewezen gebouwen en terreinen, melden zij dat aan een door de minister aangewezen autoriteit.
De minister verstrekt daartoe aan burgemeester en wethouders een lijst met bedoelde gebouwen en terreinen in de gemeente.

## Kosten en middelen
De kosten voor zorg voor zieke militairen en bijstand voor openbare en rust worden door het Rijk vergoed. Voor overige voorzieningen hanteert het Rijk tarieven voor schadeloosstelling.
Als voor het voldoen aan een vordering geen schriftelijk bewijs is afgegeven of niet direct betaald is, moet de belanghebbende direct naar de burgemeester gaan en een duidelijke omschrijving geven van wat gevorderd is en zo mogelijk met vermelding van naam, rang en leger- of marinenummer van de militair (die zijn verplicht dat te tonen). De burgemeester overtuigt zich van de juistheid van de gegevens en zendt een bericht aan de minister, die dan zorg voor de uitbetaling/schadeloosstelling.